# Baltasar Dreveton
Baltasar Dreveton fue un arquitecto y escultor francés de finales del siglo XVIII que trabajó en diversas obras de España. El escultor francés Miguel Verdiguier le convenció de que viajase desde su Marsella natal a Córdoba para tratar de reparar diversas grietas ocurridas en algunos monumentos españoles tras el terremoto de Lisboa de 1755. Algunos autores mencionan el apellido como Graveton. Y en las Cartas autógrafas de Verdiguier, se le denomina de manera reiterada como Draveton.

## Carrera

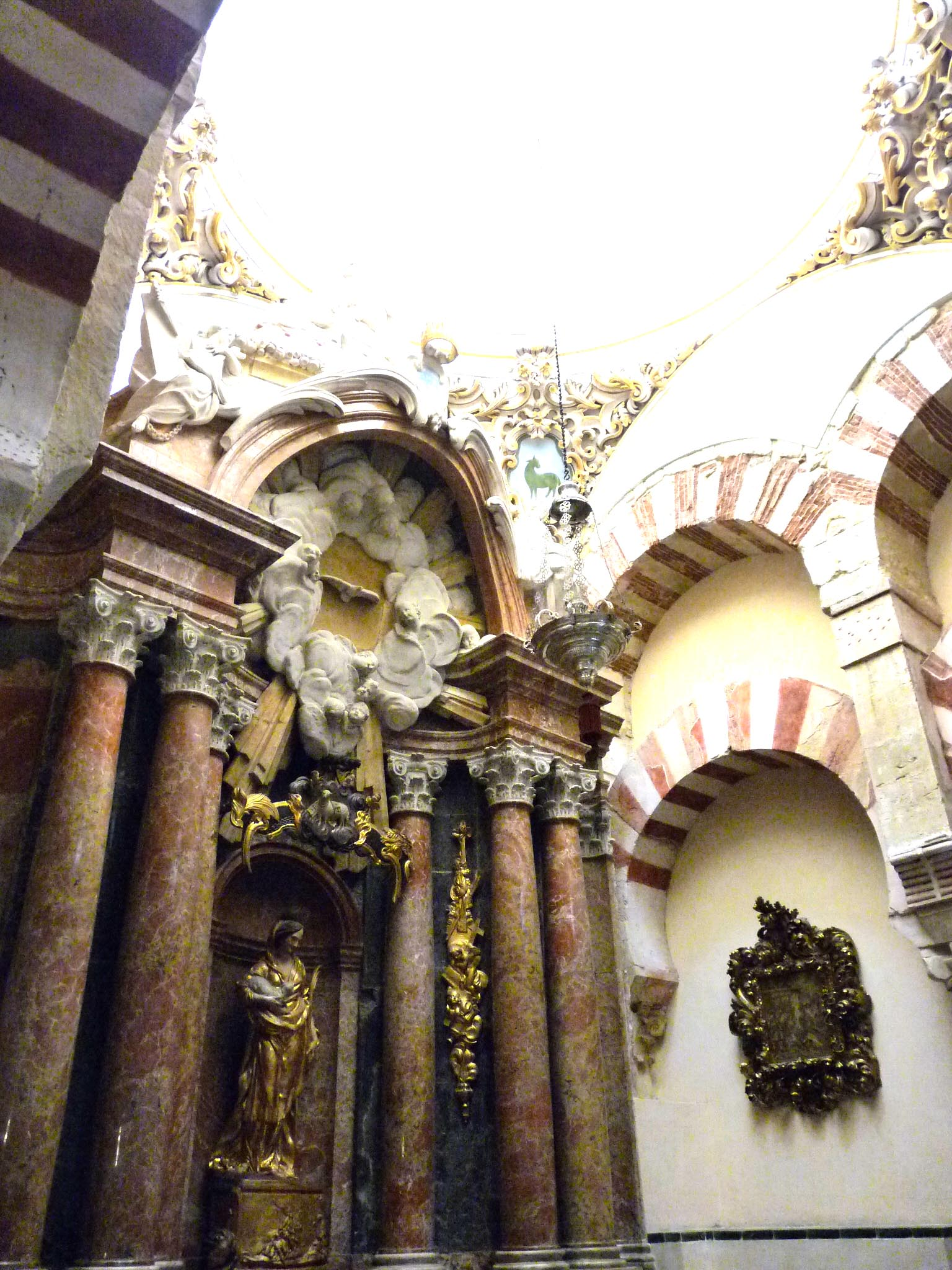
Retablo de la capilla de Santa Inés en la Mezquita Catedral de Córdoba.

Poco se sabe de la vida de juventud de Dreveton, salvo que comienza su carrera en Francia. En Francia es miembro de la Academia de Marsella, y es autor del convento de las Bernardinas de Marsella en 1741 (trasformado en 1889 en el actual Liceo Thiers). Posteriormente se el encarga la construcción del castillo de San José (actual tenencia de alcaldía de los distritos 12 y 13 de Marsella). Viaja a España en 1756 para ayudar al Cabildo catedralicio a evitar la caída del antiguo alminar-torre campanario de la Mezquita-Catedral que amenazaba ruina tras el devastador terremoto de Lisboa acaecido el año 1755, Ejecuta durante su estancia en Córdoba la capilla y retablo de Santa Inés en la Mezquita-Catedral.  
Con su amigo Verdiguier como escultor, construye el Triunfo de San Rafael de la puerta del Puente, erigido como agradecimiento al arcángel por haber sobrevivido al seísmo. Este monumento fue llamado «El Triunfo», y está situado en la plaza del mismo nombre, cerca del ángulo sudoeste de la Mezquita-catedral.
Se dedica como maestro mayor a la construcción del Colegio de Santa Victoria en 1760, sustituyendo al francés Luis Guilbert. Draveton no la terminó debido al hundimiento de la cúpula, siendo el arquitecto español Ventura Rodríguez comisionado para que reforzando los muros, llegue a cerrar la gigantesca cúpula de la Iglesia. Por la misma causa telúrica se le reclama en 1765 como perito para la reparación de los daños de la torre del campanario de la Catedral Nueva de Salamanca (en colaboración con el arquitecto Juan de Sagarvinaga),
En 1767 regresa a Córdoba y presenta un proyecto para la reforma de la capilla de San Pedro (antiguo mihrab de la Mezquita), este proyecto le causó una enemistad con Verdiguier debido a ser oponentes. Las divergencias no duran más de un año volviendo a colaborar en diversas obras posteriores. Se sabe de su estancia en Córdoba por las facturas de obras en el año 1789.